# SN 1984D
SN 1984D – supernowa odkryta 5 stycznia 1984 roku w galaktyce M+03-22-14. W momencie odkrycia miała maksymalną jasność 16,70m.